# 1992
1992 (MCMXCII) a fost un an bisect al calendarului gregorian, care a început într-o zi de miercuri.

## Evenimente

### Ianuarie
- 1 ianuarie: Portugalia preia Președinția Consiliului Comunităților Europene.
- 1 ianuarie: Boutros Boutros-Ghali din Egipt îl înlocuiește pe Javier Pérez de Cuéllar din Peru, ca secretar general al Națiunilor Unite.
- 2 ianuarie: Deschiderea pentru public a arhivelor STASI (poliția secretă est-germană).
- 7 ianuarie: România: A început recensământul populației și al locuințelor. Acțiunea s-a încheiat la 14 ianuarie 1992.
- 15 ianuarie: Două din cele șase republici componente, Slovenia și Croația, ale Iugoslaviei își câștigă independența și recunoașterea internațională în câteva state occidentale.
- 27 ianuarie: România a semnat Tratatul de prietenie, colaborare și bună vecinatate cu Bulgaria.

### Februarie
- 7 februarie: În baza Tratatului de la Maastricht s-a constituit Uniunea Europeană.
- 9 februarie: Primul tur de scrutin al alegerilor locale din România. Prezența la urne este de 65%.
- 23 februarie: Al doilea tur de scrutin al alegerilor locale din România în localitățile în care rezultatul din 9 februarie nu a fost concludent. Prezența la urne este de 50%.
- 27 februarie: La București are loc instalarea primarului general al Capitalei, Crin Halaicu (PNL).

### Martie
- 2 martie-21 iulie: Războiul civil din Transnistria (Republica Moldova), faza militară. S-a încheiat pe 21 iulie 1992, având ca rezultat următoarele: Transnistria devine de facto republică independentă, nerecunoscută la nivel internațional.
- 12 martie: Mauritius devine republică în cadrul Commonwealth-ului.
- 14 martie: Osemintele lui Nicolae Titulescu, au fost aduse din Franța în România, și au fost reînhumate la Brașov.
- 25 martie: Cosmonautul rus, Serghei Krikalev, se întoarce pe Pământ după 10 luni la bordul stației orbitale „MIR”.
- 27-29 martie: FSN se scindează în FSN (Petre Roman) și FDSN (Ion Iliescu).

### Aprilie
- 6 aprilie: A început asediul orașului Sarajevo de către armata sârbă condusă de Slobodan Miloșevici. În aceeași zi, Comunitatea europeană recunoștea independența Bosniei–Herțegovina.
- 9 aprilie: Banca Națională a României estimează la 2 miliarde de dolari Tezaurul BNR aflat la Moscova.
- 20 aprilie: Un mare concert în memoria lui Freddie Mercury are loc pe stadionul Wembley din Londra, Regatul Unit.
- 21 aprilie: Se semnează, la București, Tratatul româno-german privind cooperarea prietenească și parteneriatul în Europa.
- 25 aprilie: Fostul suveran al României, Regele Mihai, vizitează pentru prima oară țara după Revoluția din 1989, cu ocazia sărbătorilor de Paște.
- 28 aprilie: Se încheie procesul fostului șef al DSS, Iulian Vlad, care este condamnat la 12 ani închisoare și degradare militară.
- 29 aprilie: Tribunalul București aprobă înființarea Partidului Național Liberal-Convenția Democratică (PNLCD). Noua formațiune politică a apărut ca urmare a nemulțumirilor după ce PNL a decis să părăsească Convenția Democrată.
- 30 aprilie: Tribunalul București aprobă înființarea aripii disidente din FSN sub denumirea de Frontul Democrat al Salvării Naționale (FDSN).

### Mai
- 4 mai: Au loc lucrările celei de a 44-a sesiuni a Adunării Parlamentare a Consiliului Europei, la care România participă ca invitat special. Bulgaria primește statutul de membru al Consiliului Europei și se fac pregătiri pentru a i primite cu statut de stat membru pentru Estonia, Letonia și Lituania.
- 23 mai: Cel mai proeminent magistrat italian anti-mafie, Giovanni Falcone, soția și trei bodyguarzi au fost uciși de clanul Corleonesi cu o bombă de o jumătate de tonă lângă Capaci, Sicilia. Prietenul și colegul său, Paolo Borsellino, va fi asasinat după mai puțin de două luni, anul 1992 devenind astfel un punct de cotitură în istoria procurorilor mafiei italiene.
- 28 mai: A fost semnat, la București, Tratatul româno–american pentru încurajarea și protejarea reciprocă a investițiilor.

### Iunie
- 11-14 iunie: Se desfășoară primul Târg Internațional de Carte „Bookarest", (devenit BookFest din 2006), organizat la București.
- 15 iunie: Au fost stabilite relații diplomatice între România și Republica Kârgâzstan.
- 19 iunie: România și Republica Azerbaidjan au stabilit relații diplomatice la rang de ambasadă.
- 19-22 iunie: Bătălia de la Tighina. Conflict între forțe ale poliției și unităților noi-formate ale armatei Republicii Moldova, pe de-o parte și garda Republicii Moldovenești Nistreene, Armata a 14-a de gardă sovietică/rusă și voluntari ruși (cazaci) și ucraineni pe de altă parte, încheiat cu victoria Armatei a 14-a.
- 20 iunie: Voievodul Ștefan cel Mare al Moldovei a fost canonizat sub numele „Dreptcredinciosul Ștefan cel Mare și Sfânt”, sărbătorit la 2 iulie.
- 22 iunie: A apărut, la București, sub conducerea redacțională a lui Ion Cristoiu, primul număr al cotidianului Evenimentul Zilei.
- 26 iunie: Echipa națională de fotbal a Danemarcei învinge echipa națională de fotbal a Germaniei cu scorul de 2-0 și câștigă Euro '92 din Suedia.
- 27 iunie: Prima Conferință Națională a FDSN a decis susținerea lui Ion Iliescu pentru un nou mandat de președinte al României și l-a ales pe Oliviu Gherman președinte al partidului.

### Iulie
- 1 iulie: Marea Britanie preia Președinția Consiliului Comunităților Europene.
- 2 iulie: La Putna are loc canonizarea voievodului Ștefan cel Mare.
- 15 iulie: Au fost stabilite relații diplomatice între România și Kazahstan.
- 18 iulie: Radu Câmpeanu anunță că PNL propune și susține candidatura la președinția României a cetățeanului Mihai de Hohenzollern, singurul care ar avea șansa de a-1 concura cu succes pe Ion Iliescu. Propunerea n-a fost însă transmisă fostului rege.[1]
- 25 iulie: Ceremonia de deschidere a Jocurilor Olimpice de la Barcelona. România a obținut 18 medalii (4 de aur, 6 de argint și 8 de bronz).

### August
- 15 august: Ion Iliescu petrece Ziua Marinei la Constanța. La ieșirea din prefectură este huiduit de un grup de cetățeni. Ilescu se repede la unul din ei rostind celebra frază în epocă: „Ce-ai cu mine, de ce huidui, măi animalule?”.[2][3]
- 16 august: Nigel Mansell își câștigă singurul titlu mondial în Formula 1.

### Septembrie
- 14 septembrie: La Iași este înființat Consiliul pentru Refacerea PNL, după ce președintele partidului, Radu Câmpeanu, apropiase PNL de foștii comuniști.
- 27 septembrie: Alegeri parlamentare și prezidențiale în România, primul scrutin. Ion Iliescu conduce cu un scor de 47,34%, față de contracandidatul său Emil Constantinescu 31,24%.

### Octombrie
- 1 octombrie: Regele muzicii pop, Michael Jackson, a concertat în România, pe stadionul „Lia Manoliu”, în fața a 70.000 de fani.
- 11 octombrie: Ion Iliescu (FDSN) câștigă alegerile prezidențiale, în al 2-lea scrutin, cu 61,43% și obține un mandat de patru ani surclasându-l pe Emil Constantinescu 38,57%.

### Noiembrie

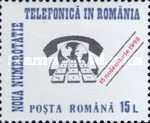
15 noiembrie: Schimbarea numerotației telefonice în România.

- 3 noiembrie: La alegerile prezidențiale din Statele Unite, democratul Bill Clinton este ales cel de-al 42-lea președinte al Statelor Unite ale Americii.
- 11 noiembrie: Biserica Anglicană a votat pentru a hirotonisi ca preoți și femei.
- 15 noiembrie: În România s-a schimbat numerotația telefonică; în București s-a trecut la numere de telefon din 7 cifre (de la 6), iar în alte orașe s-a trecut de la 5 la 6 cifre.
- 19 noiembrie: Camerele reunite ale Parlamentului dau votul de încredere noului guvern cu 260 voturi „pentru” și 203 „împotrivă”, iar a doua zi premierul Nicolae Văcăroiu și miniștrii cabinetului său au depus jurământul în fața președintelui Ion Iliescu.
- 24 noiembrie: Regina Elisabeta a II-a a Marii Britanii descrie acest an drept Annus Horribilis, referindu-se la scandalurile care au prejudiciat imaginea Casei Regale și la incendiul de la Castelul Windsor.

### Decembrie
- 5 decembrie: Războiul din Somalia. Participanți: UNITAF (forță multinațională condusă de SUA) și USC (Congresul Somaliei Unite, o organizație rebelă din Somalia). Se încheiat pe 4 mai 1993 cu succesul operațional al forței multinaționale.
- 9 decembrie: Este anunțată despărțirea dintre Prințul Charles și Prințesa Diana.
- 12 decembrie: A luat ființă formația de muzică folk–pop Pasărea Colibri avându–i ca membri pe Mircea Baniciu, Mircea Vintilă, Florian Pittiș și Vladi Cnejevici.
- 27 decembrie: Banca Europeană pentru Reconstrucție și Dezvoltare a finalizat un Raport asupra evoluțiilor economice din țările est europene, în 1992. România și Bulgaria înregistrează cele mai lente ritmuri în reforma economică în timp ce Cehoslovacia, Ungaria și Polonia unde privatizarea s-a produs în ritm accelerat își stabilizează economia, s-a redus rata inflației și chiar înregistrează indiciile relansării economice. Produsul intern brut înregistrează o rată pozitivă, de creștere doar în Polonia (+2%), iar în celelalte țări valorile acestui indicator rămân negative (Ungaria -5%; Bulgaria și Cehoslovacia -8%; România -15%). Indicele de privatizare este de 70% pentru Cehoslovacia, 45% pentru Polonia, 33% pentru Ungaria, 28% pentru România și 20% pentru Bulgaria.  România este singura în care prețurile au marcat o creștere accelerată în 1992 față de 1991 de la 160% la 200%. Investițiile de capital străin favorizează net Ungaria (4,8 miliarde dolari), Cehoslovacia și Polonia, în timp ce nivelul acestora este scăzut în România (0,6 miliarde dolari) și Bulgaria (0,12 miliarde dolari). În schimb Polonia este pe primul loc la datorii externe (46 miliarde dolari), iar România are o datorie de numai 2,2 miliarde dolari.[4]

### Nedatate
- 1992-1998: Conflictul bosniac. Război izbucnit din motive etnice în Bosnia și Herțegovina. Tulburările au început odată cu divizarea Iugoslaviei, în 1990. După referendumul din 1992, Comunitatea Europeană a recunoscut independența Bosniei. Sârbii bosniaci au răspuns violent, ocupând 70% din teritoriul bosniac, asediind orașul Sarajevo și terorizând populația bosniacă și croată în ceea ce avea să devină cunoscut ca „epurare etnică”. În 1995, Bosnia și Herțegovina a devenit un stat unic.

## Arte, științe, literatură și filozofie
- Lui Constantin Noica i se publică postum Simple introduceri la bunătatea timpului nostru.
- Premiul Oscar pentru cel mai bun film este acordat peliculei Unforgiven (Necruțătorul).
- Galileo Galilei este absolvit de erezia care i-a adus condamnarea, de către o comisie a Vaticanului.[5]

## Nașteri

### Ianuarie
- 1 ianuarie: Jack Andrew Garry Wilshere, fotbalist englez
- 2 ianuarie: Vadim Anohin, scrimer rus
- 2 ianuarie: Marko Simonovski, fotbalist macedonean (atacant)
- 3 ianuarie: Carlotta Maggiorana, actriță italiană
- 4 ianuarie: Serghei Țîganov, fotbalist rus (atacant)
- 4 ianuarie: Olga Cebotari, vice-prim-ministru pentru reintegrare al Republicii Moldova
- 6 ianuarie: Cristian Efros, fotbalist și antrenor din R. Moldova
- 7 ianuarie: Ionuț Năstăsie, fotbalist român
- 8 ianuarie: Koke (Jorge Resurrección Merodio), fotbalist spaniol
- 8 ianuarie: Koke, fotbalist spaniol
- 10 ianuarie: Emmanuel Yaw Frimpong, fotbalist ghanez
- 10 ianuarie: Šime Vrsaljko, fotbalist croat
- 11 ianuarie: Daniel Carvajal Ramos, fotbalist spaniol
- 11 ianuarie: Filip Bradarić, fotbalist croat
- 15 ianuarie: Kastriot Luan Dermaku, fotbalist albanez
- 16 ianuarie: Alin Ionuț Cârstocea, fotbalist român
- 16 ianuarie: Maja Keuc, cântăreață slovenă
- 19 ianuarie: Niklas Robert Bärkroth, fotbalist suedez (atacant)
- 19 ianuarie: Logan Lerman, actor american
- 19 ianuarie: Mac Miller (Malcolm James McCormick), cântăreț american (d. 2018)
- 19 ianuarie: Bogdan Planić, fotbalist sârb
- 23 ianuarie: Xu Anqi, scrimeră chineză
- 23 ianuarie: Adrian Graur, cântăreț, compozitor și textier din Republica Moldova
- 24 ianuarie: Marko Dmitrović, fotbalist sârb (portar)
- 24 ianuarie: Kevin Krawietz, jucător de tenis german
- 26 ianuarie: Sasha Banks, wrestleriță americană
- 26 ianuarie: Vahyt Orazsakhedov (n. Wahyt Sähetmyradowiç Orazsähedow), fotbalist turkmen (atacant)
- 26 ianuarie: Marvin Plattenhardt, fotbalist german
- 28 ianuarie: Suzana Lazović, handbalistă muntenegreană
- 30 ianuarie: Filip Đuričić, fotbalist sârb (atacant)
- 31 ianuarie: Adrian Avrămia, fotbalist român

### Februarie

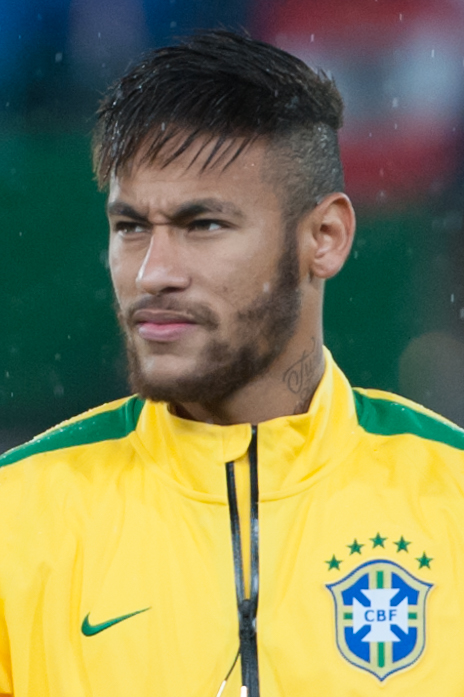
Neymar

- 3 februarie: Daniel Schmidt, fotbalist japonez
- 5 februarie: Neymar (Neymar da Silva Santos Jr.), fotbalist brazilian (atacant)
- 5 februarie: Stefan de Vrij, fotbalist neerlandez
- 5 februarie: Kejsi Tola, cântăreață albaneză
- 6 februarie: Bogdan Cătălin Gavrilă, fotbalist român
- 7 februarie: Sergi Roberto Carnicer, fotbalist spaniol
- 8 februarie: Bruno Martins Indi (Rolando Maximiliano Martins Indi), fotbalist neerlandez
- 8 februarie: Márton Fucsovics, jucător de tenis maghiar
- 9 februarie: Avan Jogia, actor canadian
- 11 februarie: Taylor Lautner, actor american de film
- 12 februarie: Abigail Ratchford, fotomodel american
- 14 februarie: Christian Dannemann Eriksen, fotbalist danez
- 14 februarie: Freddie Highmore, actor englez
- 16 februarie: Sarah Thonig, actriță germană
- 18 februarie: Logan Miller, actor american
- 21 februarie: Phil Anthony Jones, fotbalist englez
- 22 februarie: Alexander Merkel, fotbalist german
- 22 februarie: Haris Seferović, fotbalist elvețian
- 23 februarie: Kyriakos Papadopoulos, fotbalist grec
- 23 februarie: Nikoloz Basilashvili, jucător georgian de tenis
- 23 februarie: Casemiro (Carlos Henrique José Francisco Venâncio Casimiro), fotbalist brazilian
- 23 februarie: Nikoloz Basilashvili, jucător de tenis georgian
- 25 februarie: Amy Ruffle, actriță australiană
- 26 februarie: Matz Sels, fotbalist belgian
- 27 februarie: Jonjo Shelvey, fotbalist englez
- 27 februarie: Filip Krajinović, jucător de tenis sârb
- 28 februarie: Antonio Jakoliš, fotbalist croat
- 28 februarie: Mattia Montini, fotbalist italian (atacant)
- 29 februarie: Michaela Prosan, actriță română de film și teatru

### Martie
- 1 martie: Édouard Mendy, fotbalist senegalez
- 3 martie: ADDA (Ada Alexandra Moldovan), cântăreață și compozitoare română
- 3 martie: Ada Moldovan, cântăreață română
- 4 martie: Bernd Leno, fotbalist german (portar)
- 4 martie: Erik Manuel Lamela, fotbalist argentinian
- 6 martie: Momoko Tsugunaga, cântăreață japoneză
- 10 martie: Emily Osment, actriță americană
- 11 martie: Adrian Țuțu, rapper român
- 13 martie: Lucy Fry, actriță australiană
- 13 martie: Ozuna, cântăreț portorican
- 14 martie: Alin Dorinel Toșca, fotbalist român
- 14 martie: Giacomo Beretta, fotbalist italian (atacant)
- 15 martie: Thea Garrett, cântăreață malteză
- 18 martie: Leonardo da Silva Souza, fotbalist brazilian
- 21 martie: Karolína Plíšková, jucătoare cehă de tenis
- 21 martie: Andrei Mihai Hergheligiu, fotbalist român (atacant)
- 23 martie: Vanessa Morgan, actriță canadiană
- 23 martie: Kyrie Irving, baschetbalist american
- 26 martie: Romario Sandu Benzar, fotbalist român
- 28 martie: Elena Bogdan, jucătoare română de tenis

### Aprilie
- 1 aprilie: Sieneke Peeters, cântăreață neerlandeză
- 1 aprilie: Gabriela Dabrowski, jucătoare de tenis canadiană
- 2 aprilie: Emaa, cântăreață și compozitoare română
- 3 aprilie: Andrei Alexandru Florean, fotbalist român
- 4 aprilie: Sergiu Cătălin Hanca, fotbalist român
- 4 aprilie: Marian Ispir, rugbist român
- 5 aprilie: Shintaro Kurumaya, fotbalist japonez
- 6 aprilie: Ivan Pešić, fotbalist croat (atacant)
- 6 aprilie: Marius Briceag, fotbalist român
- 7 aprilie: Gerard Moreno, fotbalist spaniol
- 10 aprilie: Oleg Tarnovschi, canoist ucrainean, născut în Republica Moldova
- 10 aprilie: Daisy Ridley, actriță britanică
- 10 aprilie: Najib Ammari, fotbalist algerian
- 10 aprilie: Adrian Mărkuș, fotbalist român (atacant)
- 10 aprilie: Sadio Mané, fotbalist senegalez
- 12 aprilie: Chad le Clos, înotător sud-african
- 13 aprilie: Bogdan Barbu, fotbalist
- 14 aprilie: Jiří Pavlenka, fotbalist ceh (portar)
- 14 aprilie: Mihai Daniel Leca, fotbalist român
- 15 aprilie: John Alberto Guidetti, fotbalist suedez (atacant)
- 17 aprilie: Shkodran Mustafi, fotbalist german
- 17 aprilie: Noni Răzvan Ene, cântăreț român
- 17 aprilie: Karlo Bručić, fotbalist croat
- 19 aprilie: Cristina Vasiu, cântăreață română
- 20 aprilie: Joe Salisbury, jucător de tenis britanic
- 21 aprilie: Isco (Francisco Román Alarcón Suárez), fotbalist spaniol
- 22 aprilie: Gelu Miodrag Velici, fotbalist român (atacant)
- 23 aprilie: Dumitru Celeadnic, fotbalist moldovean
- 24 aprilie: Alexandru Crețu, fotbalist român
- 25 aprilie: Pavel Kadeřábek, fotbalist ceh
- 26 aprilie: Carlos Llavador, scrimer spaniol
- 28 aprilie: Ram Strauss, fotbalist israelian (portar)
- 30 aprilie: Florin Constantin Plămadă, fotbalist român
- 30 aprilie: Marc-André ter Stegen, fotbalist german (portar)

### Mai
- 1 mai: Matěj Vydra, fotbalist ceh
- 4 mai: Risto Radunović, fotbalist muntenegrean
- 4 mai: Ashley Rickards, actriță americană
- 5 mai: Jakub Jugas, fotbalist ceh
- 5 mai: Robert Văduva, fotbalist român
- 6 mai: Byun Baek-hyun, cântăreț sud-coreean
- 6 mai: Takashi Usami, fotbalist japonez
- 6 mai: Andrei-Răzvan Lupu, politician
- 11 mai: Thibaut Courtois, fotbalist belgian
- 12 mai: Nelli Such, handbalistă maghiară
- 14 mai: Iaroslava Burlacenko, handbalistă ucraineană
- 16 mai: Kirstin Maldonado, cântăreață americană
- 18 mai: Fernando Pacheco Flores, fotbalist spaniol
- 19 mai: Heather Watson, jucătoare de tenis britanică
- 19 mai: Lorenc Trashi, fotbalist albanez
- 19 mai: Sam Smith, cantaret
- 20 mai: Dănuț Costinel Ionuț Gugu, fotbalist român
- 21 mai: Hutch Dano, actor american de film
- 21 mai: Shoma Doi, fotbalist japonez
- 22 mai: Chinami Tokunaga, cântăreață japoneză
- 24 mai: Cristian Ganea, fotbalist român
- 24 mai: Dávid Kelemen, fotbalist maghiar
- 28 mai: Marquinhos, fotbalist brazilian
- 28 mai: Gaku Shibasaki, fotbalist japonez
- 31 mai: Mihai Roman, fotbalist român
- 31 mai: Mihai Roman, fotbalist român

### Iunie
- 1 iunie: Elaine Gomes Barbosa, handbalistă braziliană
- 3 iunie: Mario Götze, fotbalist german
- 5 iunie: Mara Mareș, politiciană română
- 6 iunie: Hyuna (Kim Hyun Ah), cântăreață sud-coreeană
- 6 iunie: Alexandra Luss (aka Sasha Luss), fotomodel și actriță rusă
- 11 iunie: Claudia Bobocea, atletă română
- 12 iunie: Valeriu Ciupercă, fotbalist din R. Moldova
- 12 iunie: Philippe Coutinho Correia, fotbalist brazilian
- 12 iunie: Alla Ghilenko, biatlonistă din R. Moldova
- 13 iunie: Otilia Brumă, cântăreață română
- 15 iunie: Mohamed Salah, fotbalist egiptean
- 15 iunie: Vito Hammershøy-Mistrati, fotbalist danez
- 16 iunie: Leonard Dobre, fotbalist român (atacant)
- 16 iunie: Damian Kądzior, fotbalist polonez
- 17 iunie: Sun Yiwen, scrimeră chineză
- 17 iunie: Ante Sarić, fotbalist croat
- 17 iunie: Alexandru Răuță, jucător de fotbal român
- 18 iunie: Artiom Haceaturov, fotbalist din R. Moldova
- 21 iunie: Mădălin Martin, fotbalist român (atacant)
- 22 iunie: Olena Kravațka, scrimeră ucraineană
- 22 iunie: Erika Kirpu, scrimeră estoniană
- 24 iunie: David Olatukunbo Alaba, fotbalist austriac
- 26 iunie: Jennette McCurdy, actriță americană
- 27 iunie: Andra Mihaela Pinciuc, Spechsa
- 29 iunie: Mihaela Mihalache, pictoriță română

### Iulie

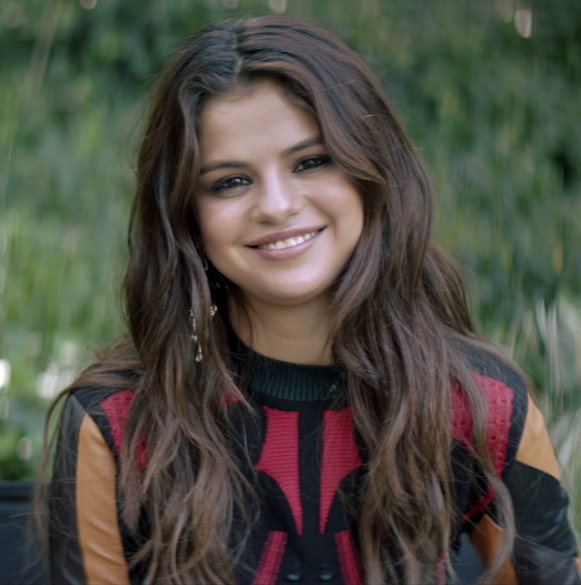
Selena Gomez

- 1 iulie: Ásgeir (Ásgeir Trausti Einarsson), muzician islandez
- 3 iulie: Hysen Memolla, fotbalist albanez
- 3 iulie: Maasa Sudou, cântăreață japoneză
- 4 iulie: Simina-Geanina-Daniela Tulbure, politiciană
- 8 iulie: Sky Ferreira, cantautoare americană
- 8 iulie: Son Heung-min, fotbalist sud-coreean (atacant)
- 10 iulie: Andrei Cociasu, jucător și antrenor de tenis român
- 12 iulie: Bartosz Bereszyński, fotbalist polonez
- 12 iulie: Liviu Teodorescu, cântăreț, compozitor și actor român
- 13 iulie: Mio Ootani, actriță japoneză
- 15 iulie: Yoshinori Muto, fotbalist japonez (atacant)
- 17 iulie: Thanasis Antetokounmpo, baschetbalist grec
- 20 iulie: Matteo Fedele, fotbalist elvețian
- 20 iulie: Liudmila Kicenok, jucătoare de tenis ucraineană
- 20 iulie: Nadiia Kicenok, jucătoare de tenis ucraineană
- 21 iulie: Julia Beljajeva, scrimeră estoniană
- 22 iulie: Selena Gomez (Selena Marie Gomez), actriță și cântăreață americană
- 24 iulie: Mitch Grassi, cântăreț american
- 27 iulie: Teruhito Nakagawa, fotbalist japonez

### August
- 1 august: Nicolae Milinceanu, fotbalist din Republica Moldova (atacant)
- 3 august: Denis Ableazin, sportiv rus (gimnastică artistică)
- 4 august: Gemenii Cole Sprouse și Dylan Sprouse, actori americani de origine italiană
- 4 august: Daniele Garozzo, scrimer italian
- 4 august: Timur Safin, scrimer rus
- 7 august: Adam Yates, ciclist britanic
- 7 august: Simon Yates, ciclist britanic
- 9 august: Andrei Ciolacu, fotbalist român (atacant)
- 9 august: Marius Antonescu, rugbist român
- 10 august: Sun Yujie, scrimeră chineză
- 11 august: Allisson Lozz, actriță mexicană
- 13 august: Lucas Moura (Lucas Rodrigues Moura da Silva), fotbalist brazilian
- 13 august: Lois Abbingh, fotbalistă neerlandeză
- 13 august: Collins Ngoran Faï, fotbalist camerunez
- 14 august: Nzingha Prescod, scrimeră americană
- 16 august: Diego Schwartzman, jucător argentinian de tenis
- 20 august: Demi Lovato (n. Demetria Devonne Lovato), actriță și cântăreață americană
- 20 august: Ionuț Andrei Peteleu, fotbalist român
- 20 august: Ionuț Peteleu, fotbalist român
- 21 august: Ramiro Costa, fotbalist argentinian (atacant)
- 21 august: Haris Vučkić, fotbalist sloven
- 22 august: Denisa Dragomir, atletă română
- 24 august: Uliana Donskova, sportivă rusă (gimnastică ritmică)
- 25 august: Miyabi Natsuyaki, cântăreață japoneză
- 31 august: Nicolás Alejandro Tagliafico, fotbalist argentinian

### Septembrie
- 1 septembrie: Emiliano Martínez, fotbalist argentinian
- 3 septembrie: Dani Mocanu, cântăreț de manele român
- 4 septembrie: Layvin Marc Kurzawa, fotbalist francez
- 4 septembrie: Eduard-Michael Grosu, ciclist român
- 5 septembrie: Robert Theodor Văduva, fotbalist român (atacant)
- 6 septembrie: Fábio Farroco Braga, fotbalist portughez
- 7 septembrie: Marius Vasile Cozmiuc, canotor român
- 7 septembrie: Alexei Luțenko, ciclist kazah
- 8 septembrie: Bernard (Bernard Anício Caldeira Duarte), fotbalist brazilian
- 8 septembrie: Bernard, fotbalist brazilian
- 9 septembrie: Gabriel Huian, actor român
- 9 septembrie: Andrei Ciolacu, fotbalist român
- 12 septembrie: Mahmood (Alessandro Mahmoud), cântăreț italian
- 12 septembrie: Mahmood, cântăreț italian
- 16 septembrie: Nick Jonas (Nicholas Jerry Jonas), actor de film și cântăreț american
- 18 septembrie: Nicușor Silviu Bancu, fotbalist român
- 20 septembrie: Peter Prevc, săritor cu schiurile sloven
- 24 septembrie: Jack Sock, jucător de tenis american
- 25 septembrie: Teddy Swims, cantautor american
- 27 septembrie: Granit Xhaka, fotbalist elvețian
- 28 septembrie: Skye McCole Bartusiak, actriță americană de film și TV (d. 2014)

### Octombrie
- 1 octombrie: Leilani Leeane, actriță porno americană
- 2 octombrie: Alisson Ramses Becker, fotbalist brazilian (portar)
- 4 octombrie: Adrian Mărkuș, fotbalist român
- 5 octombrie: Mercedes Lambre, actriță argentiniană
- 6 octombrie: Ibrahima Camara (Ibrahima Sory Camara), fotbalist guineean
- 8 octombrie: Pablo Gil, fotbalist spaniol
- 11 octombrie: Cardi B (n. Belcalis Marlenis Almánzar), cântăreață americană
- 12 octombrie: Josh Hutcherson, actor american
- 13 octombrie: Shelby Rogers, jucătoare de tenis americană
- 14 octombrie: Mariana Costa, handbalistă braziliană
- 15 octombrie: Mathias Amunyela, boxer namibien
- 16 octombrie: Kostas Fortounis, fotbalist grec
- 16 octombrie: Viktorija Golubic, jucătoare de tenis elvețiană
- 17 octombrie: Louise Burgaard, handbalistă daneză
- 17 octombrie: Nanami Sakuraba, actriță japoneză
- 19 octombrie: Lil Durk, rapper american din Illinois
- 20 octombrie: Mattia De Sciglio, fotbalist italian
- 21 octombrie: Marzia Bisognin, youtuberiță italiană
- 21 octombrie: Marzia Kjellberg, scriitoare, youtuberiță și creatoare de modă italiană
- 21 octombrie: CutiePieMarzia, youTuber italian
- 22 octombrie: Sofia Vassilieva, actriță americană
- 22 octombrie: 21 Savage, rapper britanic
- 23 octombrie: Eduard Romaniuta, cântăreț ucrainean
- 23 octombrie: Álvaro Morata (Álvaro Borja Morata Martín), fotbalist spaniol (atacant)
- 24 octombrie: Florian Kainz, fotbalist austriac
- 24 octombrie: Thelma Fardin, actriță argentiniană
- 25 octombrie: Sulley Muniru, fotbalist ghanez
- 27 octombrie: Stephan Kareem El Shaarawy, fotbalist italian (atacant)
- 27 octombrie: Sun Wei, scrimer chinez
- 31 octombrie: Vasile Mogoș, fotbalist român
- 31 octombrie: Dario Melnjak, fotbalist croat
- 31 octombrie: Evgenija Franz, handbalistă germană

### Noiembrie
- 1 noiembrie: Filip Kostić, fotbalist sârb
- 2 noiembrie: Sergiu Florin Buș, fotbalist român (atacant)
- 5 noiembrie: Marco Verratti, fotbalist italian
- 6 noiembrie: Ionuț Dumitru, rugbist român
- 6 noiembrie: Serghei Marghiev, atlet din R. Moldova
- 8 noiembrie: Cristina Iovu, halterofilă din R. Moldova
- 9 noiembrie: Michaël Jordan Nkololo, fotbalist congolez (atacant)
- 10 noiembrie: Enrico Berrè, scrimer italian
- 10 noiembrie: Rafał Wolski, fotbalist polonez
- 10 noiembrie: Borna Barišić, fotbalist croat
- 10 noiembrie: Mattia Perin, fotbalist italian (portar)
- 15 noiembrie: Kevin Wimmer, fotbalist austriac
- 16 noiembrie: Marcelo Brozović, fotbalist croat
- 18 noiembrie: Kenyu Sugimoto, fotbalist japonez
- 19 noiembrie: Doru Sechelariu, pilot român de curse auto
- 20 noiembrie: Maiha Ishimura, cântăreață japoneză
- 23 noiembrie: Miley Cyrus (n. Destiny Hope Cyrus), actriță de film și cântăreață americană
- 25 noiembrie: Ana Bogdan, jucătoare română de tenis
- 26 noiembrie: Igor Lambarschi, fotbalist moldovean
- 27 noiembrie: Park Chanyeol, actor și cântăreț sud-coreean
- 27 noiembrie: Park Chan Yeol, rap
- 27 noiembrie: Park Chan-yeol, rapper, cântăreț, actor model, compozitor, producător sud-coreean
- 28 noiembrie: Adam Hicks, actor american de film

### Decembrie
- 5 decembrie: Ilja Antonov, fotbalist estonian
- 6 decembrie: Aleksandar Jovanović, fotbalist sârb (portar)
- 9 decembrie: Vasile Soltan, fotbalist din R. Moldova
- 11 decembrie: Gen Shoji, fotbalist japonez
- 11 decembrie: Christophe Laporte, ciclist francez
- 13 decembrie: Gjelbrim Izir Taipi, fotbalist albanez
- 14 decembrie: Ryo Miyaichi, fotbalist japonez
- 15 decembrie: Alex Nicolao Telles, fotbalist brazilian
- 17 decembrie: Sanda Belgyan, atletă română
- 17 decembrie: Andrew Nabbout, fotbalist australian
- 18 decembrie: Bridgit Mendler, actriță de film și cântăreață americană
- 19 decembrie: Iker Muniain (Iker Muniain Goñi), fotbalist spaniol (atacant)
- 19 decembrie: Katarina Ježić, handbalistă croată
- 23 decembrie: Cerasela Pătrașcu, sportivă română (gimnastică artistică)
- 24 decembrie: Serge Aurier (Serge Alain Stephane Aurier), fotbalist ivorian
- 28 decembrie: Sheryl Rubio, actriță venezueleană

## Decese

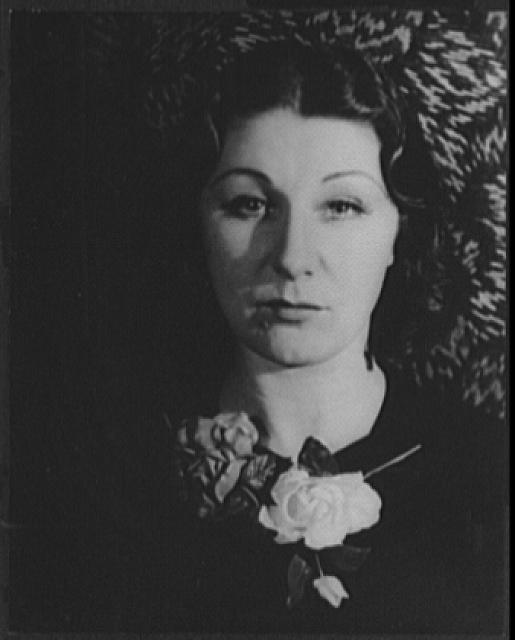
Judith Anderson, actriță americană de origine australiană
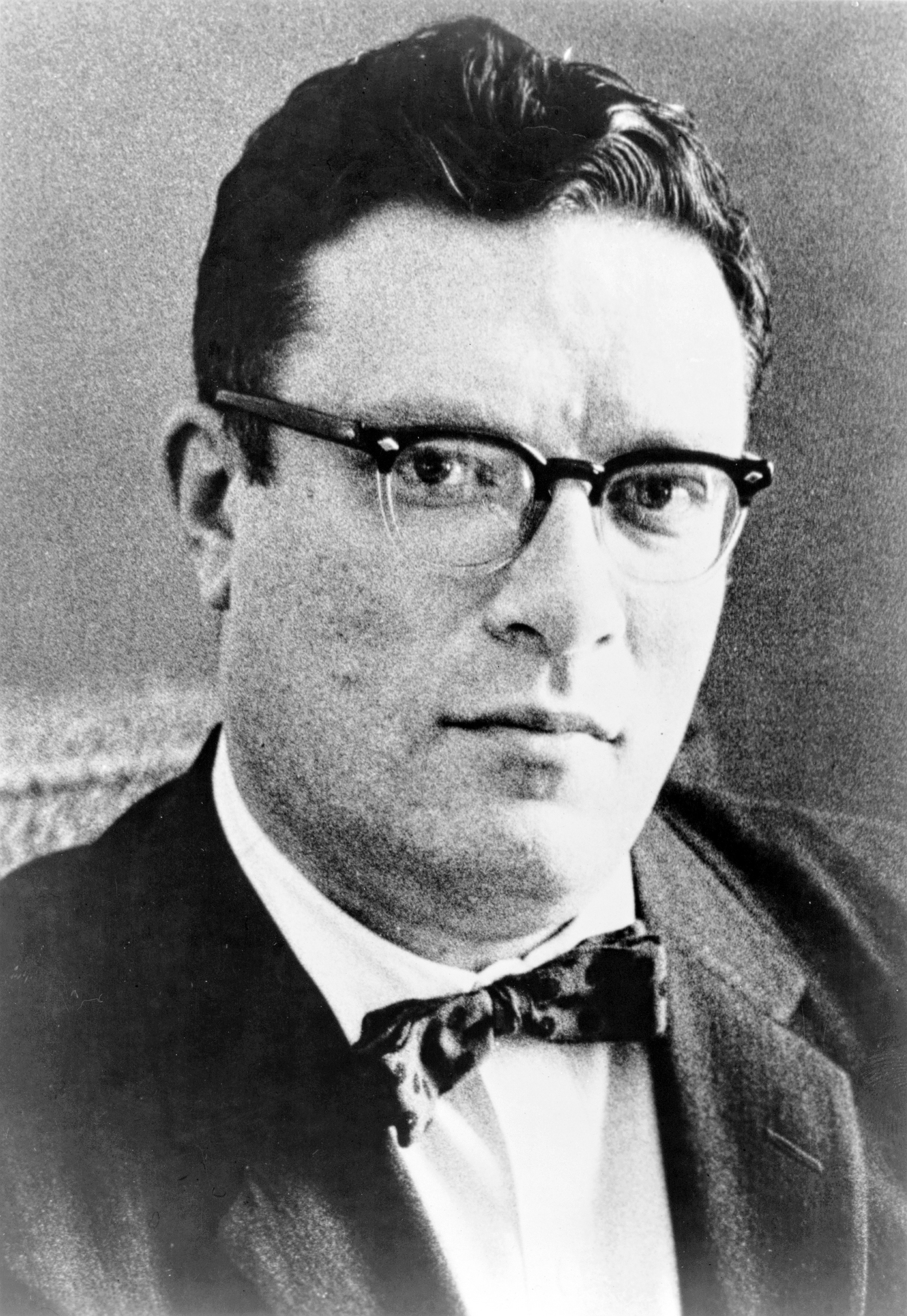
Isaac Asimov, scriitor american
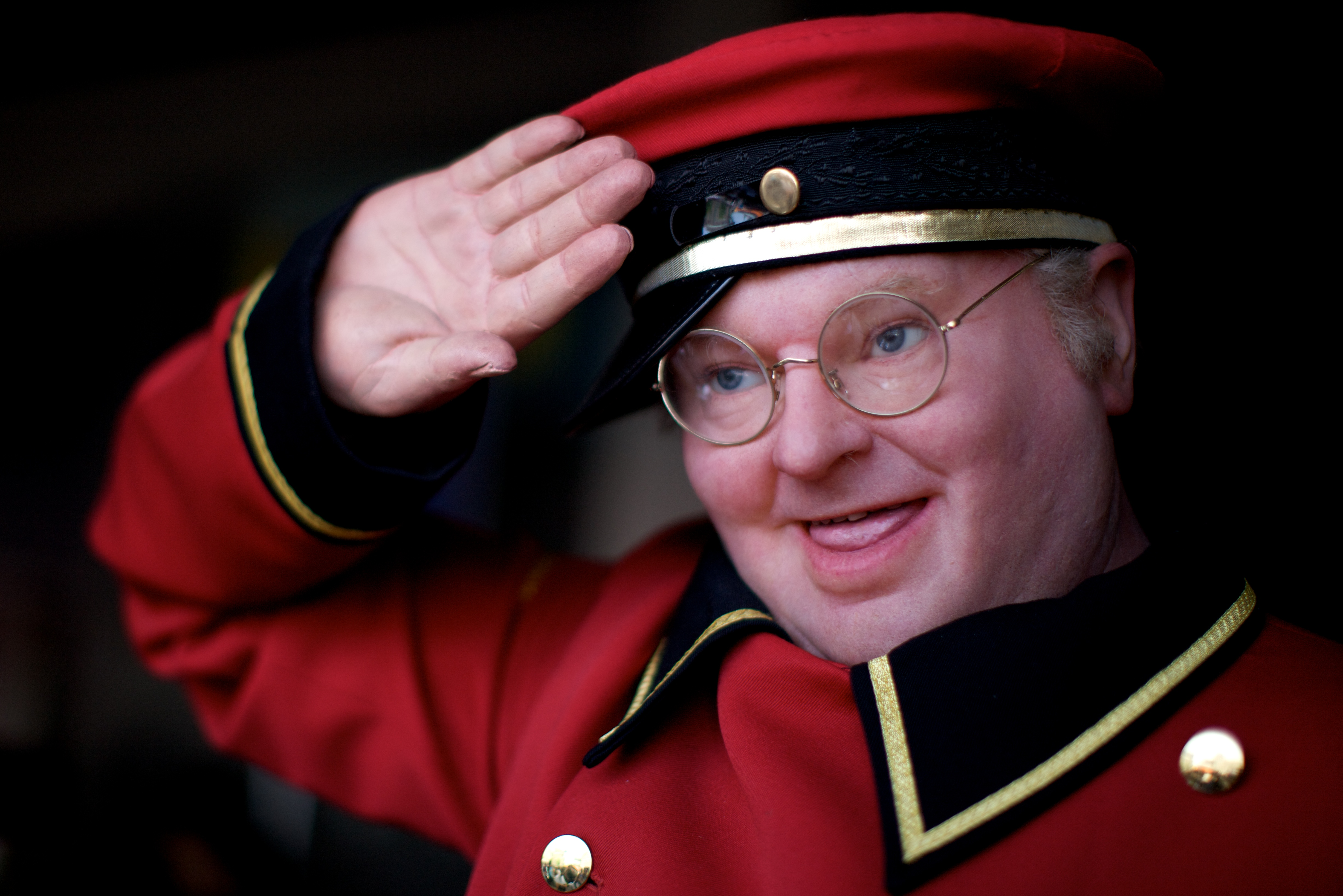
Benny Hill, actor britanic de comedie
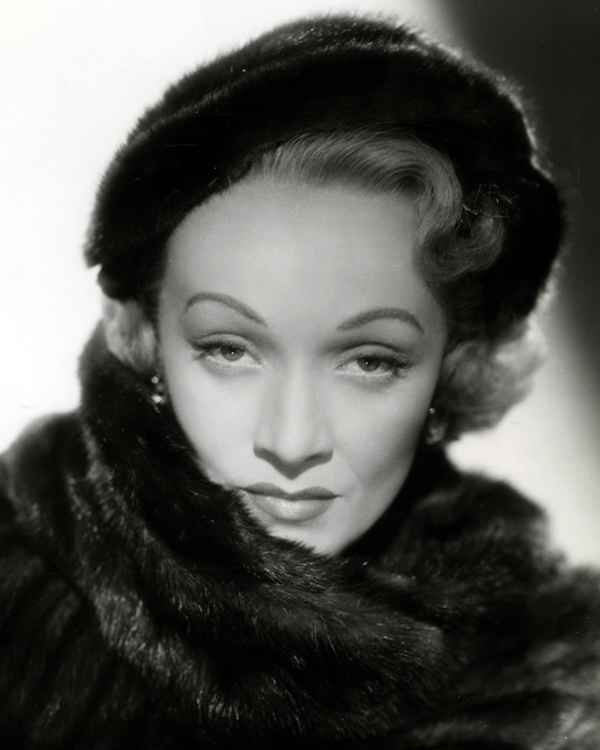
Marlene Dietrich, actriță și cântăreață germană

- 1 ianuarie: Grace Murray Hopper (n. Grace Brewster Murray), 85 ani, informaticiană și contraamiral în marina militară a SUA (n. 1906)
- 1 ianuarie: Konrad Bleuler, fizician elvețian (n. 1912)
- 3 ianuarie: Judith Anderson, 94 ani, actriță americană de film de etnie australiană (n. 1897)
- 8 ianuarie: Anton Dumitriu, 86 ani, matematician român (n. 1905)
- 10 ianuarie: Barbara Couper, 89 ani, actriță britanică (n. 1903)
- 13 ianuarie: Henri Queffélec, 81 ani, scriitor francez (n. 1910)
- 16 ianuarie: Shelagh Roberts, 67 ani, politiciană britanică (n. 1924)
- 22 ianuarie: Derek Walker-Smith (Derek Colclough Walker-Smith), 81 ani, politician britanic (n. 1910)
- 25 ianuarie: Aretin Corciovei, 61 ani, fizician român (n. 1930)
- 28 ianuarie: Ion Vlad, 71 ani, sculptor român (n. 1920)
- 28 ianuarie: Ion Vlad, sculptor român (n. 1920)
- 31 ianuarie: Ioan Cherteș, 80 ani, episcop român, deținut politic (n. 1911)
- 6 februarie: Caius Iacob, 79 ani, matematician român (n. 1912)
- 12 februarie: Stella Roman (n. Florica Vierica Alma Stela Blașu), 87 ani, cântăreață română de operă (n. 1904)
- 13 februarie: Nikolai Bogoliubov, matematician (n. 1909)
- 22 februarie: Markos Vafeiadis, 86 ani, politician grec (n. 1906)
- 22 februarie: Tadeusz Łomnicki, actor polonez (n. 1927)
- 29 februarie: Ferenc Karinthy, 70 ani, scriitor maghiar (n. 1921)
- 3 martie: Lella Lombardi, 50 ani, pilot italian de Formula 1 (n. 1941)
- 4 martie: Emil Lucian Alexandrescu, 54 ani, inginer român, primar al Iașului (1991-1992), (n. 1937)
- 6 martie: Silviu Bindea, 79 ani, fotbalist (atacant) și antrenor român (n. 1912)
- 9 martie: Menahem Beghin, 78 ani, om politic israelian, prim-ministru al Israelului, laureat al Premiului Nobel (1978), (n. 1913)
- 12 martie: Nicolae Țic, 63 ani, scriitor român (n. 1928)
- 14 martie: Jean Poiret (n. Jean Poiré), 65 ani, actor francez (n. 1926)
- 15 martie: Yeshayahu Tishbi, 83 ani, filosof israelian (n. 1908)
- 20 martie: Valeriu Novacu, 82 ani, fizician român (n. 1909)
- 22 martie: Androkli Kostallari, lingvist și cercetător albanez (n. 1922)
- 26 martie: Rihei Sano, 79 ani, fotbalist japonez (n. 1912)
- 27 martie: Harald Sæverud, 95 ani, compozitor norvegian (n. 1897)
- 27 martie: Gheorghe Gh. Simionescu, 96 ani, preot ortodox român (n. 1895)
- 29 martie: Edward John Spencer, al VIII-lea Conte Spencer, 68 ani, tatăl Prințesei Diana (n. 1924)
- 5 aprilie: Takeshi Inoue, 63 ani, fotbalist japonez (n. 1928)
- 6 aprilie: Isaac Asimov, 72 ani, scriitor american (n. 1920)
- 13 aprilie: Feza Gürsey, 71 ani, fizician turc (n. 1921)
- 15 aprilie: Aleksandr Sevidov, 70 ani, fotbalist rus (n. 1921)
- 20 aprilie: Benny Hill (n. Alfred Hawthorne Hill), 68 ani, actor britanic de comedie (n. 1924)
- 21 aprilie: Vladimir Kirillovici, Mare Duce al Rusiei, 75 ani (n. 1917)
- 21 aprilie: Ioan Totu, 60 ani, politician român (n. 1931)
- 21 aprilie: Väinö Linna, 71 ani, scriitor finlandez (n. 1920)
- 28 aprilie: Francis Bacon, 82 ani, pictor irlandez (n. 1909)
- 28 aprilie: Francis Bacon, pictor irlandez (n. 1909)
- 30 aprilie: József Marx, fotograf maghiar (n. 1914)
- 4 mai: Erwin Neustädter, 94 ani, scriitor german (n. 1897)
- 6 mai: Marlene Dietrich (n. Marie Magdalene Dietrich), 90 ani, actriță și cântăreață germană (n. 1901)
- 12 mai: Coloman Váczy, 79 ani, botanist român de etnie maghiară (n. 1913)
- 13 mai: Attila Nagy, 59 ani, actor maghiar (n. 1933)
- 13 mai: Attila Nagy, actor maghiar (n. 1933)
- 14 mai: Victoria Mierlescu, 86 ani, actriță română (n. 1905)
- 14 mai: Seher Seniz, 44 ani, actriță turcă (n. 1948)
- 17 mai: Ion Iancu, 90 ani, medic român (n. 1902)
- 17 mai: Ion Iancu, medic român (n. 1902)
- 22 mai: Iosif Varga, 50 ani, fotbalist român (atacant), (n. 1941)
- 22 mai: Iosif „Piți” Varga, fotbalist român (n. 1941)
- 23 mai: Giovanni Falcone, 53 ani, magistrat italian (n. 1939)
- 29 mai: Ion Bostan, 77 ani, regizor de film, român (n. 1914)
- 30 mai: Karl Carstens, 77 ani, politician german (n. 1914)
- 7 iunie: George Drumur (n. George Pavelescu), 81 ani, poet român (n. 1911)
- 8 iunie: Péter Ábel, 63 ani, scriitor, jurnalist, critic și istoric de cinema, maghiar (n. 1929)
- 11 iunie: David Prodan, 90 ani, istoric român (n. 1902)
- 13 iunie: Pumpuang Duangjan, 30 ani, muziciană thailandeză (n. 1961)
- 15 iunie: Lev Gumiliov, 80 ani, istoric rus (n. 1912)
- 21 iunie: Joan Fuster (Joan Fuster i Ortells), 69 ani, scriitor spaniol (n. 1922)
- 22 iunie: Constantin Virgil Gheorghiu, 76 ani, diplomat, poet, preot, romancier și jurnalist român (n. 1916)
- 25 iunie: Wilhelm Alexander Pragher, 84 ani, fotograf german (n. 1908)
- 26 iunie: Grigore Ionescu, 88 ani, arhitect român (n. 1904)
- 28 iunie: Peter Hirt, 82 ani, pilot elvețian de Formula 1 (n. 1910)
- 2 iulie: Camarón de la Isla (n. José Monge Cruz), 41 ani, cântăreț spaniol (n. 1950)
- 2 iulie: Borislav Pekić, 62 ani, scriitor sârb (n. 1930)
- 4 iulie: Astor Piazzolla, 71 ani, muzician argentinian (n. 1921)
- 8 iulie: Zephi Alșec, 69 ani, actor român (n. 1923)
- 10 iulie: Ioan Bogdan, 77 ani, fotbalist (atacant) și antrenor român (n. 1915)
- 11 iulie: Constantin Pârvulescu, 97 ani, comunist român (n. 1895)
- 13 iulie: Christopher Ironside, 79 ani, pictor britanic (n. 1913)
- 15 iulie: Vasile Malinschi, 80 ani, economist român (n. 1912)
- 27 iulie: Tzeni Karezi, actriță greacă (n. 1932)
- 29 iulie: Lucia Demetrius, 82 ani, scriitoare română (n. 1910)

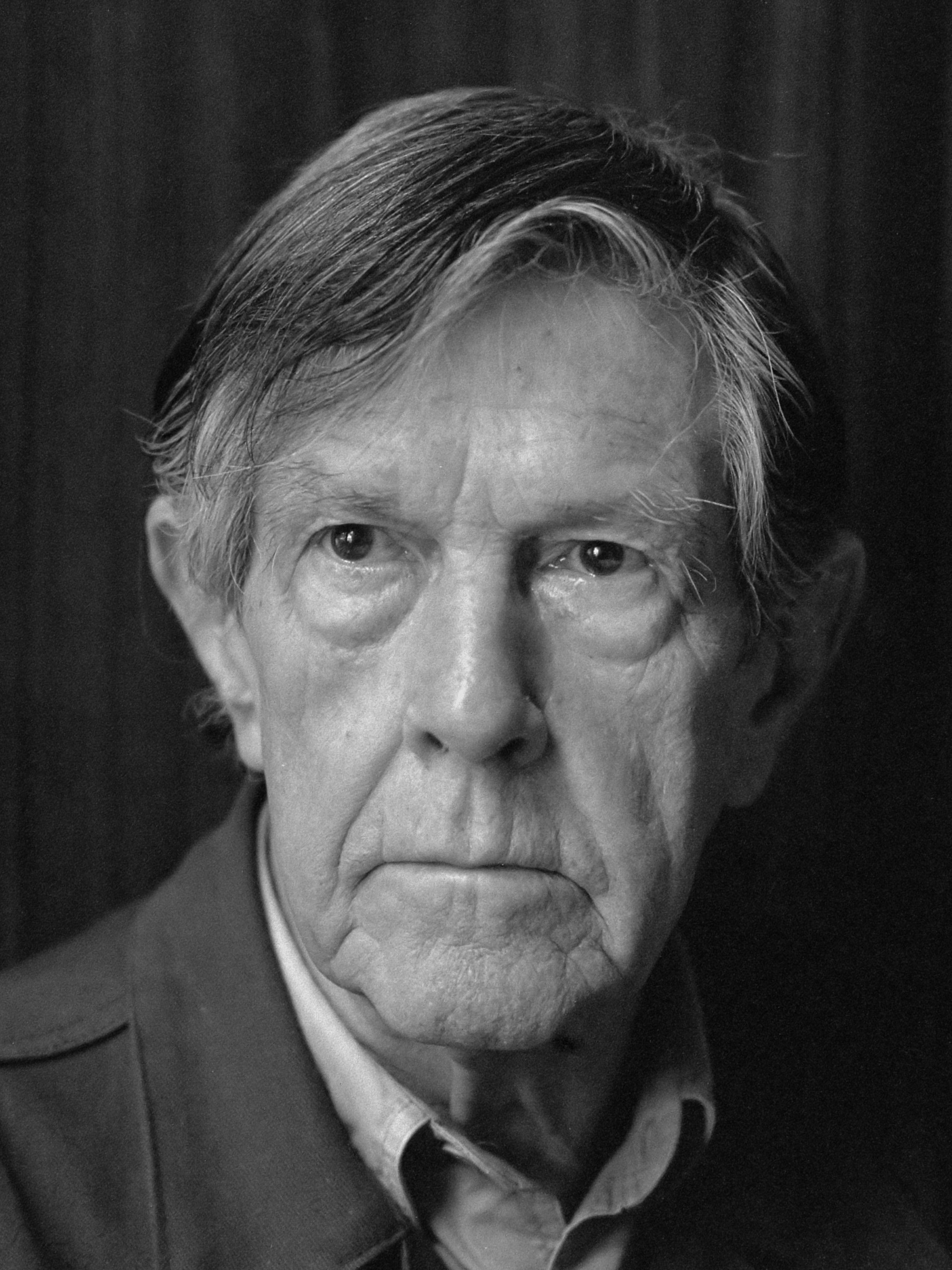
John Cage, compozitor, teoretician al muzicii, artist și filosof american
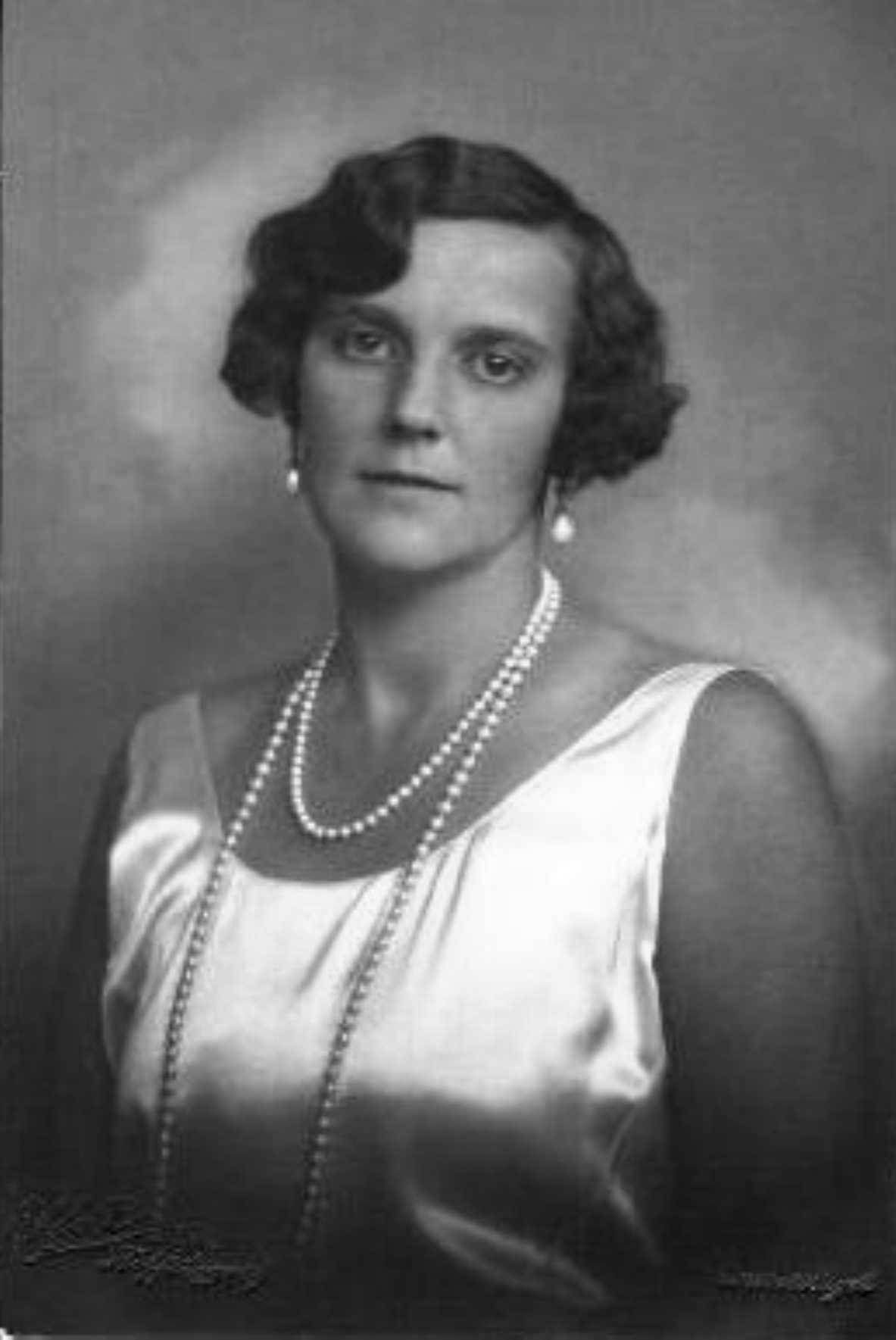
Prințesa Margaret a Danemarcei, mama Principesei Ana de Bourbon-Parma
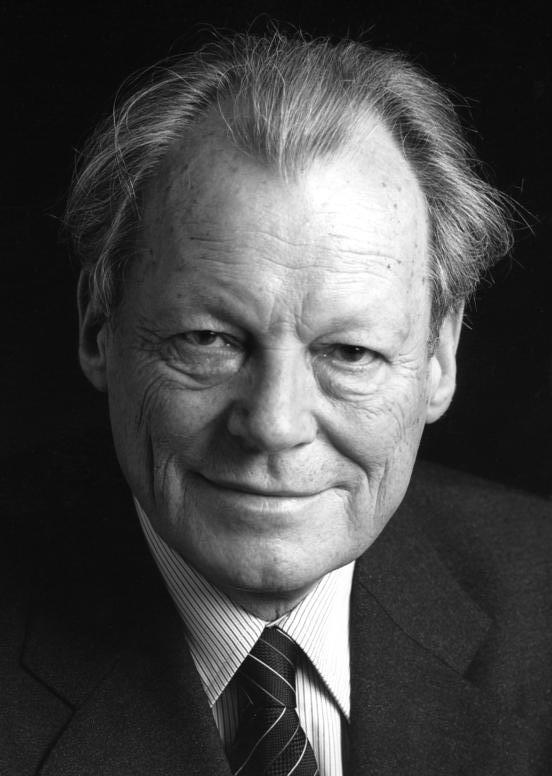
Willy Brandt, politician german, Cancelar al Germaniei, laureat al Premiului Nobel
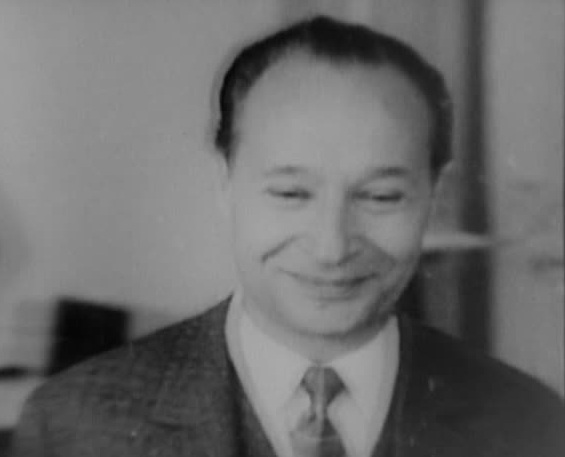
Alexander Dubček, politician slovac, liderul Cehoslovaciei

- 6 august: Cavanșir Rahimov (Cavanșir Izzat oglu Rahimov), 19 ani, erou național azer (n. 1973)
- 12 august: John Cage (John Milton Cage Jr.), 80 ani, compozitor, teoretician al muzicii, artist și filosof american (n. 1912)
- 15 august: Anda Călugăreanu (n. Anca Miranda Călugăreanu), 45 ani, actriță română de film și interpretă de muzică ușoară (n. 1946)
- 17 august: Tom Nolan, 71 ani, politician irlandez (n. 1921)
- 18 august: Christopher McCandless, explorator american (n. 1968)
- 24 august: Lazăr Sfera, 83 ani, fotbalist român de etnie sârbă (n. 1909)
- 1 septembrie: Ion Luican, 84 ani, muzician român (n. 1907)
- 9 septembrie: Margareta Sterian, 95 ani, pictoriță română (n. 1897)
- 17 septembrie: Leib Kuperstein, 88 ani, publicist, scriitor, pedagog și traducător israelian în limbile ebraică și idiș (n. 1904)
- 18 septembrie: Prințesa Margaret a Danemarcei (n. Margrethe Françoise Louise Marie Helene), 97 ani, mama Principesei Ana de Bourbon-Parma soția Regelui Mihai I al României (n. 1895)
- 19 septembrie: Cella Serghi, 85 ani, scriitoare, publicistă și traducătoare română (n. 1907)
- 21 septembrie: Ion Băieșu (n. Ion Mihalache), 59 ani, dramaturg român (n. 1933)
- 23 septembrie: Ivar Ivask (Ivar Vidrik Ivask), 64 ani, poet estonian (n. 1927)
- 29 septembrie: Nicolae Secăreanu, 91 ani, solist român de operă (bas) și actor român (n. 1901)
- 4 octombrie: Zoltán Lajos Bay, 92 ani, fizician maghiar (n. 1900)
- 8 octombrie: Willy Brandt (n. Herbert Ernst Karl Frahm), 79 ani, politician german, cancelar al Germaniei (1969-1974), laureat al Premiului Nobel (1971), (n. 1913)
- 16 octombrie: Shirley Booth (n. Marjory Ford), 94 ani, actriță americană (n. 1898)
- 19 octombrie: Nicolae Caratană, 78 ani, poet român (n. 1914)
- 23 octombrie: Ernst Hartmann, 76 ani, medic german (n. 1915)
- 24 octombrie: Amita Bhose, 59 ani, important eminescolog indian, traducătoare a lui Mihai Eminescu în limba bengali (n. 1933)
- 25 octombrie: Leonida Neamțu, 58 ani, scriitor român (n. 1934)
- 25 octombrie: Ivan Svitlîcinîi, poet ucrainean, disident (n. 1929)
- 29 octombrie: Alexandru Stark, 60 ani, jurnalist român (n. 1931)
- 30 octombrie: Doina Aldea Teodorovici, 33 ani, cântăreață din R. Moldova (n. 1958)
- 30 octombrie: Ion Aldea Teodorovici, 38 ani, muzician din R. Moldova (n. 1954)
- 2 noiembrie: Hal Roach (Harold Eugene Roach Sr.), producător de film american (n. 1892)
- 30 octombrie: Doina Aldea Teodorovici, cântăreață română (n. 1958)
- 30 octombrie: Ion Aldea Teodorovici, muzician moldovean (n. 1954)
- 3 noiembrie: Ion Dumeniuc, 56 ani, lingvist, profesor universitar, publicist și om de stat din R. Moldova (n. 1936)
- 4 noiembrie: Alexandru Moser Padina, pictor elvețian (n. 1904)
- 5 noiembrie: Jan Hendrick Oort, 92 ani, astronom neerlandez (n. 1900)
- 6 noiembrie: Calvin Graham (Calvin Leon Graham), 62 ani, soldat american (n. 1930)
- 7 noiembrie: Alexander Dubček, 71 ani, politician slovac, liderul Cehoslovaciei (1968-1969), (n. 1921)
- 9 noiembrie: Mihail Novicov, 78 ani, critic literar român (n. 1914)
- 12 noiembrie: Dan Vizanty (Dan Valentin Vizanty), 82 ani, as român al aviației de vânătoare în Al Doilea Război Mondial (n. 1910)
- 14 noiembrie: Ernst Happel (Ernst Franz Hermann Happel), 66 ani, fotbalist și antrenor austriac (n. 1925)
- 18 noiembrie: Radu Tudoran, 82 ani, scriitor român (n. 1910)
- 22 noiembrie: Sterling Holloway (Sterling Price Holloway, Jr.), 87 ani, actor american (n. 1905)
- 28 noiembrie: Sidney Robert Nolan, 75 ani, pictor australian (n. 1917)
- 29 noiembrie: Jean Dieudonné (Jean Alexandre Eugène Dieudonné), 86 ani, matematician francez (n. 1906)
- 3 decembrie: Andrei Sepsi (Andreas Sepci), 81 ani, fotbalist (portar) și antrenor român (n. 1911)
- 9 decembrie: Vincent Gardenia (n. Vincenzo Gardenia Scognamiglio), 72 ani, actor italo-american (n. 1920)
- 13 decembrie: Aleksandar Tirnanić, 82 ani, fotbalist sârb (n. 1910)
- 17 decembrie: Dana Andrews (Carver Dana Andrews), 83 ani, actor american (n. 1909)
- 18 decembrie: Józef Nalberczak, actor polonez (n. 1926)
- 22 decembrie: Aura Buzescu (n. Aura Almăjan), 98 ani, actriță română (n. 1894)
- 30 decembrie: Lusine Zakarian (n. Svetlana Zakarian), 55 ani, solistă armeană de operă (soprană), (n. 1937)

## Premii Nobel
- Fizică: Georges Charpak (Polonia)
- Chimie: Rudolph A. Marcus (Canada)
- Medicină: Edmond H. Fischer (SUA), Edwin G. Krebs (SUA)
- Literatură: Derek Walcott (St. Lucia)
- Pace: Rigoberta Menchú Tum (Guatemala)